# Bầu cử Quốc hội Lập hiến Lào 1946
Bầu cử Quốc hội Lập hiến được tổ chức tại Lào vào ngày 15 tháng 12 năm 1946. Cuộc bầu cử này được tổ chức trên cơ sở phi đảng phái, với tất cả các ứng cử viên đều ra tranh cử với tư cách là ứng cử viên độc lập.